# Dębogard
Dębogard (deutsch Damgardt) ist ein Dorf in der Woiwodschaft Westpommern in Polen. Es gehört zur Gmina Dygowo (Landgemeinde Degow) im Powiat Kołobrzeski (Kolberger Kreis). 

## Geographische Lage
Das Dorf liegt in Hinterpommern, etwa 110 Kilometer nordöstlich von Stettin und etwa 10 Kilometer südöstlich von Kołobrzeg (Kolberg). 
Die nächsten Nachbarorte sind im Norden Czernin (Zernin), im Nordosten Dygowo (Degow), im Osten Bardy (Bartin), im Südosten Świelubie (Zwilipp), im Südwesten Pustary (Pustar) und im Westen Bogucino (Bogenthin). 

## Geschichte
Das Dorf wurde im Mittelalter im Herzogtum Pommern im Rahmen der Deutschen Ostsiedlung in der Form eines Angerdorfes angelegt. Die alten Höfe verteilten sich um den Anger mit Dorfteich; diese Dorfform ist noch heute erkennbar. 
Die erste urkundliche Erwähnung des Dorfes stammt aus dem Jahre 1281. Damals legte der Camminer Bischof Hermann von Gleichen das Kirchspiel und die Einkünfte der neugegründeten Kirche in Zernin fest und ordnete das Dorf, damals unter dem Ortsnamen „Dammeghor“, dem neuen Kirchspiel zu. 
Das Dorf Damgardt gehörte der Peterskapelle in Altstadt Kolberg, später dem Camminer Domkapitel. 
Zu Beginn des 14. Jahrhunderts hinterließ Ludwig de Wida, ein Kanoniker des Kolberger Domkapitels, in seinem Testament dem Kolberger Domkapitel eine bedeutende Geldsumme zum Ankauf von drei Dörfern. Dies waren Damgardt sowie die benachbarten Dörfer Bartin und Zernin. Das Kolberger Domkapitel konnte Damgardt, ebenso wie Bartin, im Jahre 1332 dem Camminer Bischof Friedrich von Eickstedt abkaufen. Das Camminer Domkapitel, dem das Dorf Damgardt ja zuvor gehört hatte, erteilte im Jahre 1333 seine Zustimmung. Die drei Dörfer Bartin, Damgardt und Zernin blieben dann im Besitz des Kolberger Domkapitels bis zu dessen Auflösung im Jahre 1811 und wurden als die „Testamentsdörfer“ bezeichnet. 
Auf der Großen Lubinschen Karte des Herzogtums Pommern von 1618 ist das Dorf mit dem Ortsnamen „Damgarten“ eingetragen. 
Während des Siebenjährigen Krieges wurde Damgardt im Jahre 1761 von russischen Truppen vollständig zerstört. Nach dem Krieg wurde es mit neun Bauernhöfen neu aufgebaut. 
In Ludwig Wilhelm Brüggemanns Ausführlicher Beschreibung des gegenwärtigen Zustandes des Königlich Preußischen Herzogtums Vor- und Hinterpommern (1784) ist Damgardt unter den Dörfern des Domkapitels Kolberg aufgeführt. Es gab hier lediglich die neun nach dem Siebenjährigen Krieg geschaffenen Bauernstellen.
Mit der Aufhebung des Kolberger Domkapitels im Jahre 1811 wurde Damgardt dem Amt Kolberg zugewiesen.
Damgardt blieb bis 1945 ein Bauerndorf. Bis 1945 bildete Damgardt eine Gemeinde im Landkreis Kolberg-Körlin der Provinz Pommern. Zur Gemeinde gehörten keine weiteren Wohnplätze.
Gegen Ende des Zweiten Weltkriegs wurde Damgardt im März 1945 durch die Sowjetarmee besetzt. Eine Flucht der Dorfbevölkerung war zwar vorbereitet, wurde aber letztlich nicht durchgeführt. Ab Herbst 1945 kamen polnische Zuwanderer nach Damgardt und übernahmen die Höfe, wobei sie die verbliebene Dorfbevölkerung noch eine Weile für sich arbeiten ließen. Das Dorf kam, wie alle Gebiete östlich der Oder-Neiße-Grenze, an Polen; der Ortsname wurde als Dębogard polonisiert.

## Entwicklung der Einwohnerzahlen
- 1816: 107 Einwohner[4]
- 1855: 284 Einwohner[4]
- 1871: 359 Einwohner[4]
- 1885: 286 Einwohner[4]
- 1905: 353 Einwohner[4]
- 1919: 304 Einwohner[4]
- 1933: 291 Einwohner[4]
- 1939: 260 Einwohner[4]